# 貝丁頓
貝丁頓（英語：Beddington）是一个美國城鎮，位於缅因州华盛顿县。根據2010年的人口普查，該地人口為50人。

## 地理
根据美国人口普查局，该镇的总面积为37.86平方英里（98.06平方），其中，34.59平方英里（89.59平方）為陸地，3.27平方英里（8.47平方）為水域。